# LVG C.VI
LVG C.VI — немецкий лёгкий двухместный разведчик–бомбардировщик времён Первой мировой войны и межвоенного периода, разработанный в 1917–1918 годах Вилли Заберски-Мюссигбродтом на основе C.V. Всего в 1918–1930 годах было построено 1100 самолётов.

## История
LVG C.VI был разработан в 1917 году Вилли Заберски-Мюссигбродтом на основе C.V, который им-же был ранее разработан для другой компании — Deutsche Flugzeug-Werke GmbH. В Германии C.VI производился компанией „Luft-Verkehrs-Gesellschaft“ (LVG), также до 1930 года самолёт по лицензии производился в Литве, в Военных Мастерских Авиации (Каунас).
В годы Первой мировой войны в Военной авиации Германской Империи самолёт в основном использовался на Западном фронте, где выполнял роль разведчика. На август 1918 года в войсках имелось около 400 C.VI.
После Первой мировой войны самолёты массово переделывались в пассажирские и грузовые (также для перевозки почты), модифицированные LVG C.VI именовались LVG P.I, LVG P.II и Raab-Katzenstein RK-8 Marabu.

## Конструкция
C.VI — одномоторный двухместный деревянный биплан смешанной конструкции с неубирающимся шасси. Он имел полумонококовый фюзеляж, в основном обшитый фанерой, над дополнительным лонжероном - жестью.
В передней части самолета был установлен частично закрытый двигатель. На него устанавливался двухлопастный деревянный пропеллер, диаметром в 2,88 м. В верхней части крыла был установлен водяной радиатор.
Основной топливный бак изготовлен из латунного листа и установлен под сиденьем пилота. Дополнительный топливный бак также размещен в центроплане, между крыльев, рядом с радиатором. Масляный бак – в передней части фюзеляжа.

## Модификации
- LVG C.VI — базовая модификация.

## Применение

### Польша
После восстания в ноябре 1918 года, один самолет LVG C.VI был захвачен польскими войсками в Малой Польше, а в июне 1920 года ещё один такой самолет был отремонтирован в Познани в мастерских авиационной секции в аэропорту Лавица. В 1920 году у немецкой частной компании было закуплено около дюжины самолетов. LVG C.VI использовались в разведывательных эскадрильях №№ 6, 8, 12 и 14.. Принимали участие в разведывательных полетах во время советско-польской войны. По окончании боевых действий несколько из них применялись как учебные. Последним из них, вероятно, был самолет LVG C.VI, использовавшийся в Офицерской школе авиационных наблюдателей в Торуне, которая была закрыта в 1924 году.

### Швеция
После войны авиакомпания Svensk Lufttrafik AB (SLAB) приобрела у LVG 8 самолётов; на момент её банкротства осенью 1921 года пригодными к полётам были только 2 из них. В декабре того же года оба самолёта были куплены через частное лицо для авиации флота. Они размещались в лётной школе ВМФ в Хегернесе, использовались как учебные самолетов (регистрационные номера 9 и 10). Выведены из эксплуатации в январе 1924 года. Незадолго до списания их купил шведский авиатор Альбин Аренберг, который разобрал "№ 9" на запчасти и отремонтировал "№ 10" для приведения в летное состояние. Этот самолёт был зарегистрирован в Реестре гражданских воздушных судов как S-AXAA (позже S-AABK, затем SE-ABK). Снят с учета 20 мая 1928 года.

## Эксплуатанты

### Военные
Бельгия
- ВВС Бельгии

 Германская империя
- Luftstreitkräfte

 Латвия
- ВВС Латвии

 Литва
- Литовская военная авиация[2]

 Польша
- ВВС Польши

 Румыния
- Румынский авиакорпус: с 1919 года использовались 11 самолётов[3]

 СССР
- ВВС СССР

 Финляндия
- ВВС Финляндии

 Чехословакия
- ВВС Чехословакии: 3 самолёта;

 Швейцария
- ВВС Швейцарии: 2 самолёта (1920–1929);

 Швеция
- авиация флота Швеции: 2 самолёта (№№ 9 и 10) из состава SLAB.

### Гражданские
Бельгия
- SNETA

 Веймарская республика
- Deutsche Luft-Reederei

 Финляндия
- Suomen ilmailuliikenne Oy: 2.

 Швеция
- SLAB: 8 самолётов.

## Тактико-технические характеристики
Приведенные ниже характеристики соответствуют модификации C.VI.
Источник данных: Thulinista Hornettiin

Технические характеристики
- Экипаж: 2
- Длина: 7,45 м
- Размах крыла: 13 м
- Высота: 2,85 м
- Площадь крыла: 37 м² (обоих крыльев)
- Масса пустого: 945 кг
- Максимальная взлётная масса: 1 390 кг
- Силовая установка: 1 × 6-цилиндровый, рядный, воздушного охлаждения Benz Bz.IV
- Мощность двигателей: 1 × 197 л. с. (1 × 147 кВт)
- Воздушный винт: двухлопастной фиксированного шага

Лётные характеристики
- Максимальная скорость: 170 км/ч
- Практическая дальность: 400 км
- Практический потолок: 6 500 м
- Скороподъёмность: 4,17 м/с

Вооружение
- Стрелково-пушечное: 1 x 7,92-мм синхронный пулемёт LMG 08/15, 1x 7,92-мм пулемёт MG 14 Parabellum, установленный на кабине;
- Бомбы: до 90 кг

## Интересные факты
- LVG CVI стал последним самолётом немецкого аса Лотара фон Рихтгофена, разбившегося на нём 4 июля 1922 года.